# Novantinoe bicolora
Novantinoe bicolora är en skalbaggsart som först beskrevs av Thomson 1864.  Novantinoe bicolora ingår i släktet Novantinoe och familjen långhorningar. Inga underarter finns listade i Catalogue of Life.